# Slanke mangoeste
De slanke mangoeste (Herpestes sanguineus) is een Afrikaanse mangoeste uit het geslacht Herpestes. Verscheidene andere leden van dit geslacht worden vaak als ondersoort van deze soort gezien, en de precieze relatie tussen deze soorten is nog steeds onduidelijk. De soort wordt tot het ondergeslacht Galerella gerekend.

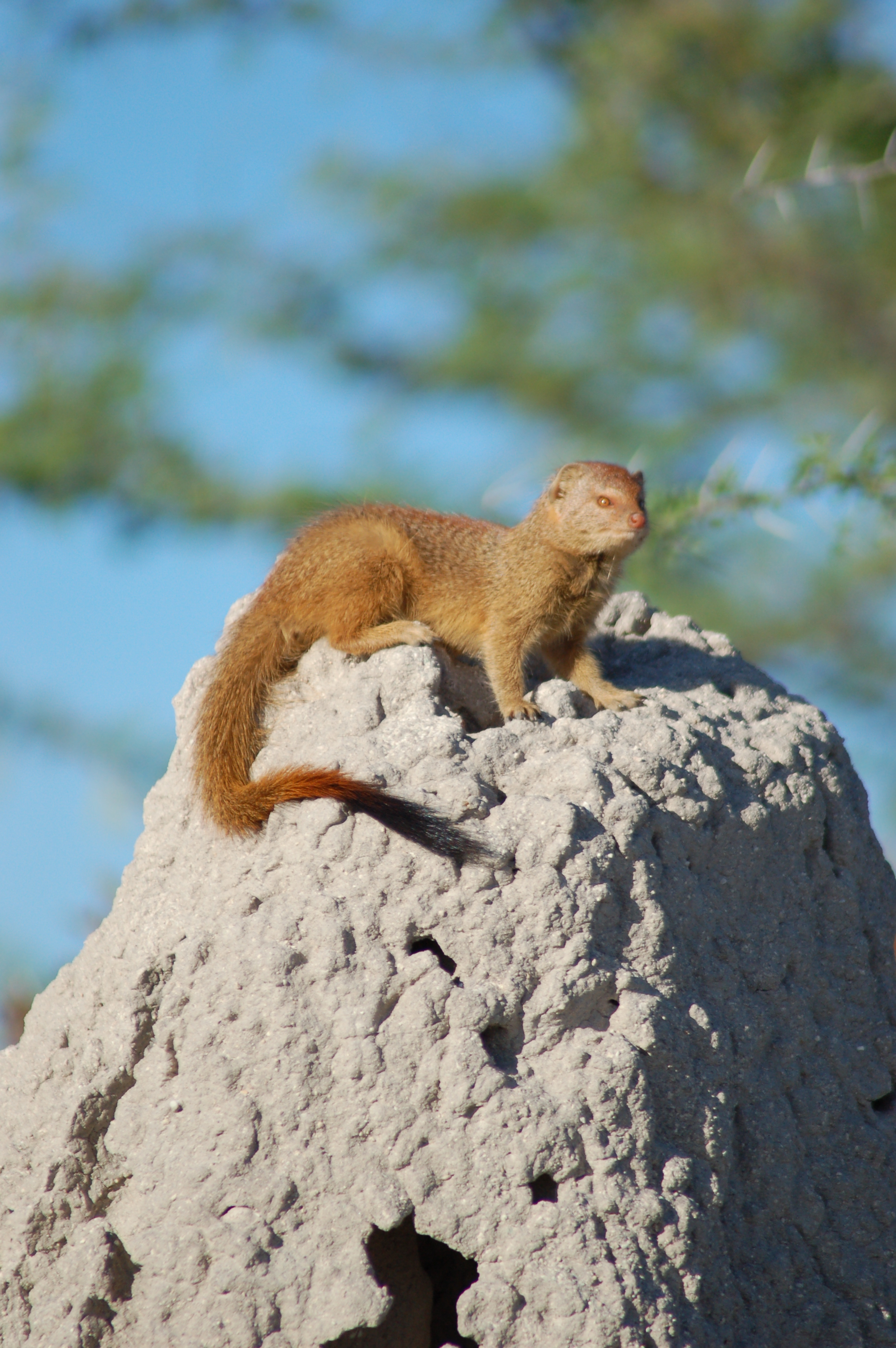
Slanke mangoeste in Namibië

## Kenmerken
De slanke mangoeste heeft een lang, slank lichaam met korte poten, een lang gezicht en een staart die bijna net zo lang is als de rest van het lichaam. De fijne, korte vacht varieert in kleur van lichtgrijs tot donkerbruin en is waarschijnlijk afhankelijk van de habitat: dieren in vochtige bossen en bergen zijn donkerder dan dieren in drogere, open gebieden. De buikzijde is meestal lichter van kleur. De staartpunt is meestal zwart. Jonge dieren hebben olijfgroene ogen, dieren die ouder zijn dan zes maanden hebben meer amberkleurige ogen. De vingers en tenen kunnen ver worden gespreid en hebben kleine, scherpe klauwen. Hiermee kan het dier goed en snel klimmen en het is dan ook vaak in bomen te vinden. De slanke mangoeste wordt 26 tot 34 centimeter lang en 350 tot 800 gram zwaar. De staart is 23 tot 31 centimeter lang.

## Voorkomen
De slanke mangoeste is wijdverbreid in Afrika ten zuiden van de Sahara en komt tot op een hoogte van 2500 à 3000 meter voor in een grote variatie aan habitats, van landbouwgebieden, licht beboste savannen en droge struikgebieden tot dichte bergwouden, rotsachtige hellingen en papyrusmoerassen. In het grootste deel van Zuid-Afrika, ten zuiden van de Oranjerivier, wordt hij vervangen door de Herpestes pulverulentus, in Somalië door de Herpestes ochraceus en in Namibië en Angola door Herpestes flavescens.

## Leefwijze
Het is een dagdier, dat op de grond of in bomen jaagt op kleine en jonge vogels, knaagdieren en andere kleine zoogdieren, hagedissen, slangen, kikkers en ongewervelden als insecten en larven. Hij eet ook eieren, maden van vleesvliegen (uit kadavers) en soms wilde vruchten. De slanke mangoeste beweegt zich laag bij de grond voort, waarbij hij regelmatig op zijn achterpoten staat om de omgeving te verkennen. 's Nachts verblijft hij in een holle boom, een termietenheuvel of een ondergronds hol.
De slanke mangoeste leeft solitair in een exclusief territorium. Andere mangoesten worden uit het territorium verjaagd, hoewel volwassen mannetjes soms jongere mannetjes in hun territorium tolereren. De relatie tussen paartjes zijn los, maar houden lang stand.
Een slanke mangoeste heeft meestal twee worpen per jaar. Na een draagtijd van slechts twee maanden worden tot drie jongen geboren. Ze zijn bij de geboorte blind en hulpeloos. De ogen gaan na drie weken open en na vier weken eten ze voor het eerst vast voedsel. Na tien weken zijn ze onafhankelijk. Als het vrouwtje geen volgende worp krijgt, blijven de jongen vaak langer dan tien weken bij haar.